# Hun (rivière)
Pour les articles homonymes, voir Hun.
La Hun est une rivière chinoise d'une longueur de 415,4 km qui coule dans la province du Liaoning. Elle se jette dans le Liao.

## Source de la traduction
- (de) Cet article est partiellement ou en totalité issu de l’article de Wikipédia en allemand intitulé « Hun He » (voir la liste des auteurs).